# Jabón hecho de cadáveres humanos
Se ha afirmado que, durante la Segunda Guerra Mundial, algunos científicos de la Alemania nazi habrían experimentado con jabón hecho de cadáveres humanos. Hoy día se acepta únicamente como cierto que se llevase a cabo una pequeña experimentación, sobre todo por parte del profesor Rudolf Spanner. Nunca se llegó a una etapa de producción industrial. Algunos consideran que se trató más bien una amenaza o tortura psicológica usada por las SS contra sus prisioneros. 
La mayoría de los historiadores nunca han creído que los nazis hayan producido jabón hecho de cadáveres humanos en masa durante la Segunda Guerra Mundial y lo consideran un bulo.

## Origen del bulo
Según Andrew Hollinger, fue la propaganda francesa durante la Primera Guerra Mundial la que creó el bulo de que los alemanes fabricaban jabón a partir de cadáveres humanos.
Otra versión asegura que la acusación fue lanzada desde el Reino Unido durante la misma guerra y que el diario The Times aseguró en un reportaje de abril de 1917 que los alemanes estaban hirviendo los cuerpos de los niños judíos para hacer jabones y otros productos. En 1925, el secretario de asuntos exteriores del Reino Unido, Austen Chamberlain, aseguró que la mayoría de las historias durante la Primera Guerra -refiriéndose preponderantemente a la propaganda alemana- fueron producto de la propaganda y habían sido falsas.
La acusación resurgió al poco de comenzar la Segunda Guerra Mundial, cuando muy probablemente no era cierta. Lo que se rumoreaba entre franceses y británicos era que los alemanes hacían jabón con grasa de bebés. Las bromas de la época, amenazas, rumores e insultos registrados corroboran que era una afirmación bastante creíble para mucha gente. Algunos aducen que el principal sustento para esta creencia se hallaba en las siglas «RIF» que estaban impresas en la gran mayoría de los jabones disponibles en Alemania durante la guerra y que significaban Reichsstelle für industrielle Fettversorgung (Centro Nacional para la Provisión Industrial de Grasa). Los autores del bulo afirmaban que RIF significaba Reines Jüdisches Fett ('grasa pura de judío'), siendo tal vez esto el inicio de la creencia además de que la grasa extraída no era de cualquier persona sino específicamente de los judíos.

## Experimentación
Más tarde, cuando los cuerpos humanos comenzaron a utilizarse realmente para obtener productos de ellos, como, por ejemplo, el pelo para rellenos y aislante, hay indicios de que algunos científicos alemanes experimentaron con la fabricación de jabón a partir de grasa humana. El profesor Rudolf Spanner, director del Instituto Anatómico de Danzig, fabricó entre 10 y 100 kg de jabón de cadáveres procedentes del hospital psiquiátrico en Konradstein, ahora Kocborowo, una cárcel en Königsberg, y el campo de concentración de Struthof-Natzweiler. Según declaró Spanner tras la contienda, el jabón fue usado solo para ser inyectado en ligamentos de articulaciones como terapia.
Douglas T. Frost testimonió, durante el juicio de Núremberg, que los civiles alemanes a menudo amenazaban a los prisioneros judíos con que serían gaseados y convertidos en jabón. Otros testimonios de sobrevivientes aseguran que los guardias de las SS a menudo atormentaban a los prisioneros con la amenaza de convertirlos en jabón. El rumor cobró mayor credibilidad cuando al final de la guerra el Ejército Rojo soviético descubrió un laboratorio cerca de Danzig (Gdansk en polaco) con restos de cuerpos humanos junto con jabón. Algunos expertos creen que el instituto habría servido para probar la viabilidad de la creación de jabón con grasa humana, pero que nunca se llegó a una etapa de producción industrial.
A pesar del caso de Rudolf Spanner, no existe evidencia de que se haya usado grasa humana, judía o no, de forma continua durante el periodo nazi de Alemania. Los experimentos en Danzig habían cesado cuando el jefe de las SS, Heinrich Himmler, escuchó rumores de su existencia y ordenó el 20 de noviembre de 1942 una investigación al respecto.
Por la misma razón por la que Himmler, quien autorizó el uso industrial de pelo humano, encontraba la idea de la fabricación de jabón de este modo tan repulsiva, otros contemporáneos admitieron la suposición como factible, como una señal más del desprecio total por el valor de las vidas humanas dentro del nazismo.
La mayoría de los estudiosos del Holocausto consideran que la leyenda del «jabón judío» es un bulo de la época. Se cree que se trataba más bien de una especie de tortura psicológica para atemorizar a los prisioneros.
La creencia de que es solo un mito es apoyada por historiadores como Walter Laqueur, Gitta Sereny, Deborah Lipstadt, Yehuda Bauer, de la Universidad Hebrea de Jerusalén en Israel, y por Shmuel Krakowski, director de archivos del centro del Holocausto Yad Vashem en el mismo país.

## Tras la guerra
Alain Resnais, quien trató el testimonio de los supervivientes del Holocausto como hechos verídicos, continuó la acusación en su destacado documental sobre el Holocausto de 1955, Nuit et brouillard (Noche y bruma). Algunos israelíes en la posguerra (en el ejército, escuelas) también se referían con desdén a las víctimas judías del nazismo que llegaron a Israel con la palabra hebrea סבון (sabon, "jabón"). En realidad, esta palabra ofensiva no estaba relacionada con los rumores sobre los crímenes nazis y el jabón humano, sino que tenía el sentido de "blando" o "débil".
Por el contrario, en ambientes antisemitas, con frecuencia amparados en el antisionismo, "jabón" es usado como insulto contra la generalidad de judíos burlándose de que con la grasa de las víctimas judías del Holocausto se hubiera producido y comercializado pastillas de jabón.
Aunque algunos todavía afirman que existen pruebas del "jabón humano" del instituto de Danzig, los principales académicos del Holocausto consideran la idea de que los nazis fabricaran jabón como parte del Holocausto una leyenda de la Segunda Guerra Mundial. El historiador Israel Gutman afirmó que "nunca se hizo a gran escala".
Varias tumbas en Israel incluyen sepulturas para "jabón hecho con víctimas judías por los nazis". Estas probablemente contienen barras de jabón RIF. Tras una acalorada discusión en los medios en 2003 sobre estas tumbas, Yad Vashem publicó la investigación del profesor Yehuda Bauer, que afirma que el jabón RIF no se fabricó con grasa humana y que el mito probablemente fue propagado por los guardias nazis para burlarse de los judíos. Yad Vashem incluye una imagen de un funeral emotivo y un entierro de "jabón judío" en Rumanía.
Una pequeña barra de jabón estuvo expuesta en el museo conmemorativo del Holocausto en Nazaret, Israel, y una barra similar fue enterrada en el "sótano del Holocausto", un museo viviente en el Monte Sión en Jerusalén, durante la inauguración del museo en 1958. Allí se exhibía una réplica. Tras la publicación de la conclusión del profesor Yehuda Bauer, de Yad Vashem, que afirmaba que el jabón no se fabricó a partir de los cuerpos de judíos u otros prisioneros de los campos de concentración nazis en cantidades industriales, Tom Segev, un "nuevo historiador" y autor israelí anti-establishment, escribió en su libro "El séptimo millón" (The Seventh Million) que la creencia en la existencia del jabón del sótano del Holocausto era "idolatría en Jerusalén".
Una barra de jabón se exhibe en el Museo Nacional de Historia de Ucrania en la Segunda Guerra Mundial, dentro del Monumento a la Madre Patria en Kiev, Ucrania.
La fabricación de jabón a partir de desechos de liposucción robados es un punto central de la trama de la película El club de la lucha de 1999.
En septiembre de 2016, el artista holandés Julian Hetzel creó una instalación artística llamada Schuldfabrik utilizando jabón hecho de grasa humana donada, destacando el exceso y el desperdicio humano. Schuld es un término alemán con dos significados relacionados: "culpa", como deber moral, y "deuda", como obligación económica.